# Arditidolch

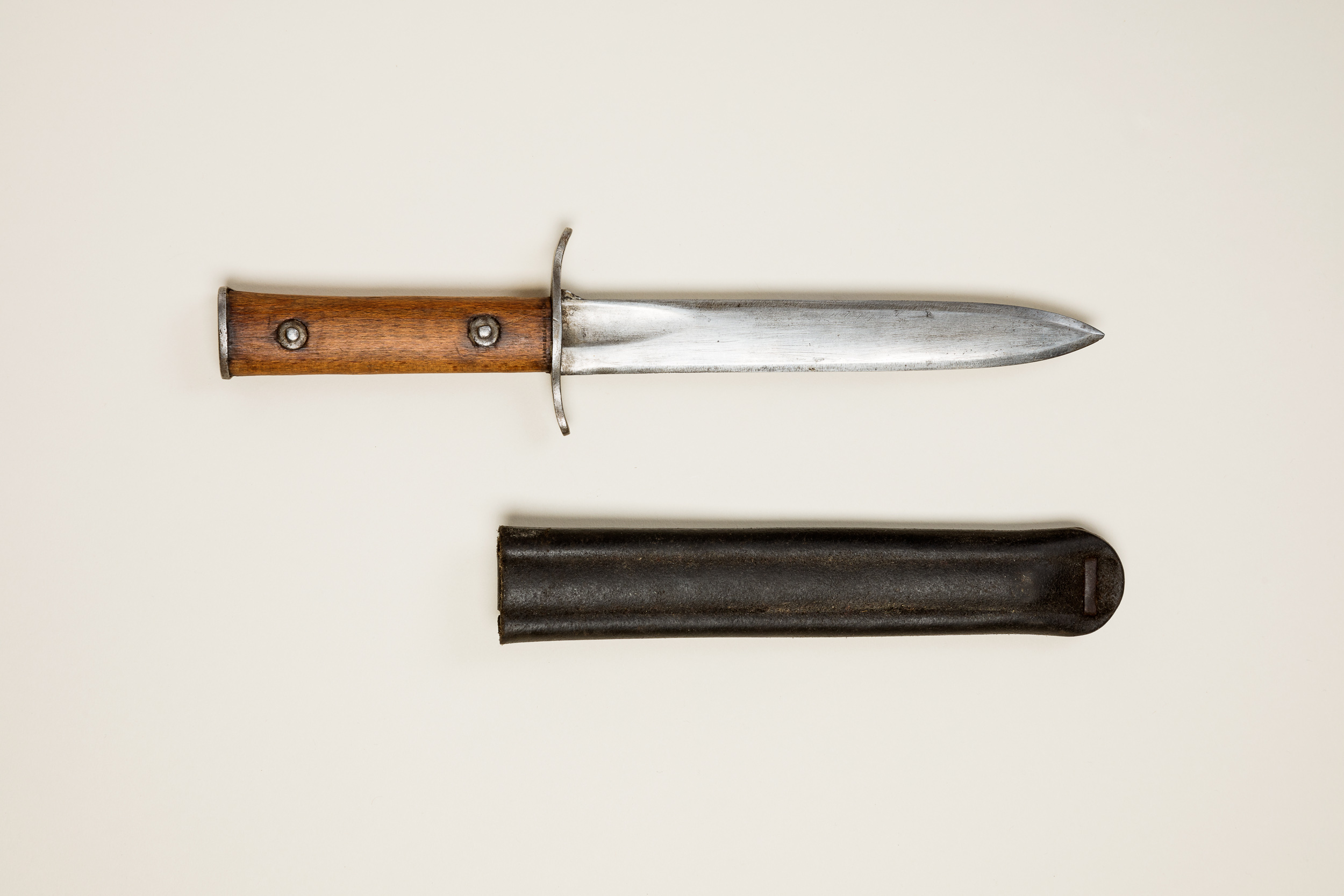
Arditidolch Modell 1917

Der Arditidolch, auf Italienisch pugnale ardito genannt, ist ein im Ersten Weltkrieg entwickeltes Kampfmesser, ein sog. Grabendolch. Die Waffe wurde von den Soldaten des Königlich Italienischen Heers für den Nahkampf verwendet. Teilweise wird sie auch als italienisches Kampfmesser Modell 1916 bezeichnet.

## Geschichte und Hintergrund
Im Verlauf des Ersten Weltkrieges stellte sich heraus, dass die herkömmliche Ausrüstung der Soldaten nur bedingt mit den Erfordernissen des Grabenkrieges übereinstimmten. In allen Armeeführungen war dieser Punkt des Krieges massivst unterschätzt worden. Im Nahkampf wurde eine handliche Stichwaffe gebraucht. Derartige Waffen gab es bei der italienischen Armee nicht. So mussten die Soldaten sich weitestgehend selbst mit Küchenmessern aus heimischer Produktion ausrüsten. Die deutschen und österreichischen Waffen wie z. B. das Dolchmesser Muster 1917 waren bei den Soldaten der italienischen Armee äußerst beliebte Beutewaffen.
Gegen 1917 wurde seitens der Führung der Armee ein eigener Grabendolch forciert. So wurden die Arditi mit dem neuen Arditidolch gegen Ende des Jahres 1917 ausgerüstet.
Auch der Arditidolch war eine Behelfslösung. Die Waffe bestand aus gekürzten Klingen des Vetterli 1870 Bajonetts. Im Verlauf des Krieges wurde die Waffe mehrfach geändert. Die Arditi sollen in ihrer Ausbildung speziell für den Messerkampf ausgebildet worden sein, anhand der grundlegenden Werke des Fiore dei Liberi.